# 구다라노코니키시 난텐
구다라노코니키시 난텐(일본어: 百済王 南典, 667년~?)는 일본 나라 시대의 공경으로, 최종 관위는 종3위였다.

## 참고 자료
- 宇治谷孟『続日本紀 （上）』講談社学術文庫、1995年
- 黒板勝美編『公卿補任 第一篇』吉川弘文館、1982年
- 宝賀寿男『古代氏族系譜集成』古代氏族研究会、1986年